# فلوريدا، بارانا
فلوريدا، بارانا بلدية في ولاية بارانا في المنطقة الجنوبية من البرازيل.